# Auf immer und ewig (Fernsehserie)
Auf immer und ewig (Untertitel: Getrennt von Tisch und Bett) ist eine im Jahr 1994 produzierte deutsch-österreichische Familienserie. Das Berufs- und Eheleben eines Standesbeamten, Vaters und Tanzlehrers wird geschildert. Die Ausstrahlung der ersten acht Episoden erfolgte 1995 im ZDF. Im gleichen Jahr wurde die vollständige Serie in 3sat gezeigt.

## Handlung
Hans Mittner ist Standesbeamter von Beruf. Täglich schließt er Ehen und hält berührende Trauungsreden. Seine eigene Ehe scheint allerdings in eine Sackgasse geraten zu sein. Ehefrau Christine, Schneiderin von Beruf, entflieht wiederholt der Beziehung, lebt zeitweise in Paris oder Graz. Hans findet Ablenkung in seinem Nebenberuf, wo er als Tanzlehrer tätig ist oder bei der Psychologin Marja Horvath. Die Kinder des Ehepaars Mittner, Daniela und Peter, machen gerade ihre ersten eigenen Erfahrungen in Sachen Liebe.

## Episoden
| Folge | Titel                              | Erstausstrahlung (D) |
| ----- | ---------------------------------- | -------------------- |
| 1     | Wer anderen eine Ehe gräbt         | 10. Januar 1995      |
| 2     | Tausche Obergurgel gegen Vancouver | 17. Januar 1995      |
| 3     | Pelze aus Fuerteventura            | 24. Januar 1995      |
| 4     | Krumme Geschäfte                   | 31. Januar 1995      |
| 5     | Der verlorene Heiligenschein       | 7. Februar 1995      |
| 6     | Ein guter Hund verrennt sich nicht | 14. Februar 1995     |
| 7     | Getrennt von Tisch und Bett        | 21. Februar 1995     |
| 8     | Ich glaub’ an die Ehe              | 28. Februar 1995     |
| 9     | Manchmal denkt jeder an Mord       | 21. Juli 1995        |
| 10    | Ein Mittner kommt selten allein    | 28. Juli 1995        |
| 11    | Das Leben ist zu lang für eine Ehe | 4. August 1995       |
| 12    | Drunter und drüber                 | 11. August 1995      |
| 13    | Ehe gut, alles gut                 | 18. August 1995      |